# 金京哲
金京哲（韓語：김경철，1963年5月—），辽宁宽甸人，朝鲜族，中国农工民主党党员。中华人民共和国政治人物、第十三届全国人民代表大会辽宁地区代表。

## 生平
2018年2月24日，当选为第十三届全国人大代表。